# 벽 속의 여자 2
《벽 속의 여자 2》는 1970년 공개된 대한민국의 영화이다.

## 배역
- 문희
- 신영균
- 남궁원
- 오수미
- 황정순
- 백영민
- 김소은
- 김신재
- 김혜옥